# Premis Oscar de 1948
Els Premis Oscar de 1948 (en anglès: 21th Academy Awards) foren presentats el 24 de març de 1949 en una cerimònia realitzada al The Academy Theater de Los Angeles.
La cerimònia fou presentada per l'actor Robert Montgomery.

## Curiositats
La victòria de Hamlet de Laurence Olivier com a millor pel·lícula convertí aquest film en la primera producció no nord-americana en guanyar aquest guardó. Així mateix fou la primera vegada que un mateix actor es dirigí a si mateix guanyant el premi a millor actor.
John Huston dirigí dues pel·lícules en les quals els actors secundaris guanyaren el premi, el seu pare Walter Huston per El tresor de Sierra Madre i Claire Trevor per Cayo Largo. Aquella nit la família Huston s'endugué tres premis.
Joan of Arc de Victor Fleming es va convertir en la primera pel·lícula a rebre 7 nominacions sense ser nominada a Millor Pel·lícula. Hamlet es va convertir en la cinquena pel·lícula en guanyar el premi de millor pel·lícula sense rebre la nominació pel seu guió; la següent a fer-ho fou Somriures i llàgrimes. Jane Wyman es va convertir en el primer artista, des de l'aparició del cinema sonor, en rebre un Oscar per un paper sense paraules.
En aquesta edició no es concedí l'Oscar al millor guió original i fou la primera edició en la que s'instaurà el premi a millor vestuari.

## Premis
| Millor pel·lícula | Millor director |
| --- | --- |
| - Hamlet (Laurence Olivier per Universal Studios i General Film Distributors, Ltd.) - Johnny Belinda (Jerry Wald per Warner Bros.) - Les sabatilles vermelles (Michael Powell i Emeric Pressburger per Eagle-Lion Films i General Film Distributors, Ltd.) - The Snake Pit (Anatole Litvak i Robert Bassler per 20th Century Fox) - El tresor de Sierra Madre (Henry Blanke per Warner Bros.)                                                                                  | - John Huston per El tresor de Sierra Madre - Anatole Litvak per The Snake Pit - Jean Negulesco per Johnny Belinda - Laurence Olivier per Hamlet - Fred Zinnemann per The Search |
| Millor actor | Millor actriu |
| - Laurence Olivier per Hamlet com a Hamlet - Lew Ayres per Johnny Belinda com a Dr. Robert Richardson - Montgomery Clift per The Search com a Ralph "Steve" Stevenson - Dan Dailey per When My Baby Smiles at Me com a 'Skid' Johnson - Clifton Webb per Sitting Pretty com a Lynn Aloysius Belvedere | - Jane Wyman per Johnny Belinda com a Belinda McDonald - Ingrid Bergman per Joan of Arc com a Joana d'Arc - Olivia de Havilland per The Snake Pit com a Virginia Stuart Cunningham - Irene Dunne per Mai l'oblidaré com a Marta 'Mama' Hanson - Barbara Stanwyck per Sorry, Wrong Number com a Leona Stevenson |
| Millor actor secundari | Millor actriu secundària |
| - Walter Huston per El tresor de Sierra Madre com a Howard - Charles Bickford per Johnny Belinda com a Black McDonald - José Ferrer per Joan of Arc com a Delfí Carles de França - Oskar Homolka per Mai l'oblidaré com a Oncle Chris Halvorsen - Cecil Kellaway per The Luck of the Irish com a Horace | - Claire Trevor per Cayo Largo com a Gaye Dawn - Barbara Bel Geddes per Mai l'oblidaré com a Katrin Hanson - Ellen Corby per Mai l'oblidaré com a Tia Trina - Agnes Moorehead per Johnny Belinda com a Aggie McDonald - Jean Simmons per Hamlet com a Ofèlia |
| Millor història | Millor guió adaptat |
| - Richard Schweizer i David Wechsler per The Search - Robert Flaherty i Frances Flaherty per Louisiana Story - Malvin Wald per The Naked City - Borden Chase per Riu Vermell - Emeric Pressburger per Les sabatilles vermelles | - John Huston per El tresor de Sierra Madre (sobre hist. de B. Traven) - Charles Brackett, Billy Wilder i Richard L. Breen per A Foreign Affair (sobre hist. de David Shaw) - Irma von Cube i Allen Vincent per Johnny Belinda (sobre obra teatre d'Elmer Blaney Harris) - Richard Schweizer i David Wechsler per The Search (sobre hist. pròpìa) - Frank Partos i Millen Brand per The Snake Pit (sobre autobiografia de Mary Jane Ward) |
| Millor banda sonora - Dramàtica o còmica | Millor banda sonora - Musical |
| - Brian Easdale per Les sabatilles vermelles - William Walton per Hamlet - Hugo Friedhofer per Joan of Arc - Max Steiner per Johnny Belinda - Alfred Newman per The Snake Pit | - Johnny Green i Roger Edens per Easter Parade - Victor Young per The Emperor Waltz - Lennie Hayton per El pirata - Ray Heindorf per Romance on the High Seas - Alfred Newman per When My Baby Smiles at Me |
| Millor cançó original | Millor so |
| - Jay Livingston i Ray Evans (música i lletra) per The Paleface ("Buttons and Bows") - Harold Arlen (música); Leo Robin (lletra) per Casbah ("For Every Man There is a Woman") - Jule Styne (música); Sammy Cahn (lletra) per Romance on the High Seas ("It's Magic") - Frederick Hollander (música); Leo Robin (lletra) per That Lady in Ermine ("This is the Moment") - Ramey Idriss i George Tibbles (música i lletra) per Wet Blanket Policy ("The Woody Woodpecker Song") | - Thomas T. Moulton per The Snake Pit - Nathan O. Levinson perJohnny Belinda - Daniel J. Bloomberg per Moonrise |
| Millor direcció artística - Blanc i Negre | Millor direcció artística - Color |
| - Roger K. Furse; Carmen Dillon per Hamlet - Robert M. Haas; William O. Wallace per Johnny Belinda | - Hein Heckroth; Arthur Lawson per Les sabatilles vermelles - Richard Day; Edwin Casey Roberts i Joseph Kish per Joan of Arc |
| Millor fotografia - Blanc i Negre | Millor fotografia - Color |
| - William H. Daniels per The Naked City - Charles B. Lang Jr. per A Foreign Affair - Nicholas Musuraca per Mai l'oblidaré - Ted D. McCord per Johnny Belinda - Joseph H. August per Retrat de Jennie | - Joseph Valentine, William V. Skall i Winton Hoch per Joan of Arc - Charles G. Clarke per Green Grass of Wyoming - William Snyder per Els amors de Carmen - Robert Planck per The Three Musketeers |
| Millor vestuari - Blanc i Negre | Millor vestuari - Color |
| - Roger K. Furse per Hamlet - Irene Lentz per B.F.'s Daughter | - Dorothy Jeakins i Barbara Karinska per Joan of Arc - Edith Head i Gile Steele per The Emperor Waltz |
| Millor muntatge | Millors efectes especials |
| - Paul Weatherwax per The Naked City - Frank Sullivan per Joan of Arc - David Weisbart per Johnny Belinda - Christian Nyby per Riu Vermell - Reginald Mills per Les sabatilles vermelles | - Paul Eagler, J. McMillan Johnson, Russell Shearman, Clarence Slifer, Charles L. Freeman i James G. Stewart per Retrat de Jennie - Ralph Hammeras, Fred Sersen, Edward Snyder i Roger Heman Sr per Deep Waters |
| Millor documental | Millor curtmetratge documental |
| - The Secret Land d'Orville O. Dull - The Quiet One de Janice Loch | - Toward Independence (U.S. Army) - Heart to Heart de Herbert Morgan - Operation Vittles (U.S. Army Air Force) |
| Millor curtmetratge, un carret | Millor curtmetratge, dos carrets |
| - Symphony of a City de Edmund H. Reek - Annie Was a Wonder de Herbert Moulton - Cinderella Horse de Gordon Hollingshead - So You Want to Be on the Radio de Gordon Hollingshead - You Can't Win de Pete Smith | - Seal Island de Walt Disney - Calgary Stampede de Gordon Hollingshead - Going to Blazes de Herbert Morgan - Samba-Mania de Harry Grey - Snow Capers de Thomas Head |
| Millor curtmetratge d'animació | |
| - The Little Orphan de Fred Quimby - Mickey and the Seal de Walt Disney - Mouse Wreckers d'Edward Selzer - Robin Hoodlum (United Productions of America) - Tea for Two Hundred de Walt Disney | |

## Oscar Honorífic

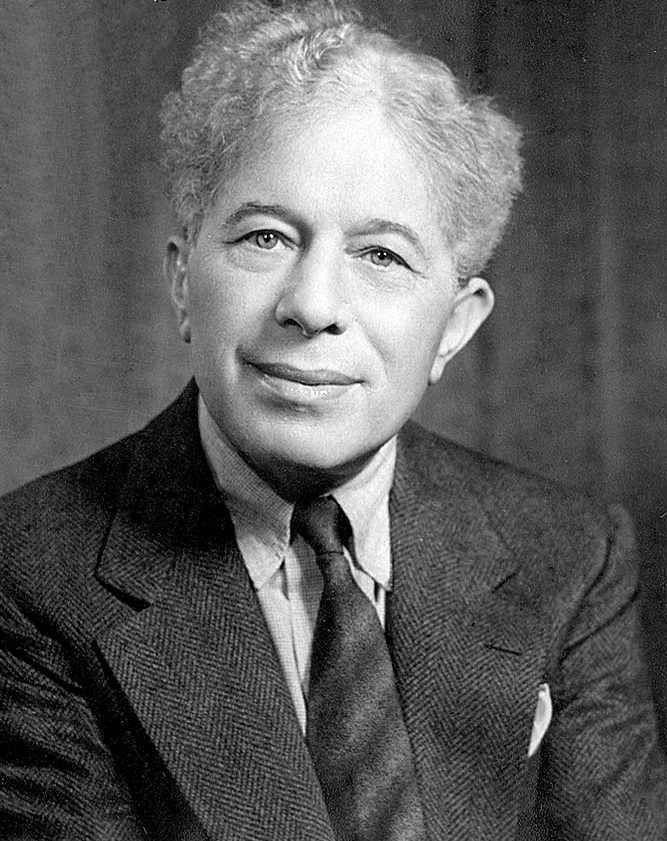
Sid Grauman, creador del Grauman's Chinese Theatre.

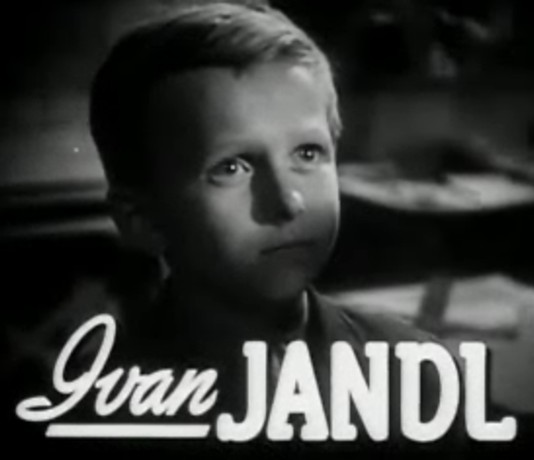
Ivan Jandl a The Search.

- Walter Wanger - pels serveis distingits a la indústria en afegir a la seva estatura moral en la comunitat mundial per la seva producció Joan of Arc. [estatueta]
- Sid Grauman - mestre showman, que va aixecar el nivell d'exhibició del cinema. [estatueta]
- Adolph Zukor - un home que ha estat anomenat el pare del cinema a Amèrica, pels seus serveis a la indústria durant quaranta anys. [estatueta]
- Monsieur Vincent de Maurice Cloche (França) - votat per la Junta de Governadors de l'Acadèmia a la pel·lícula més destacada de parla no anglesa durant el 1948. [estatueta. Premi especial]

## Oscar Juvenil
- Ivan Jandl - per la seva interpretació juvenil a The Search. [estatueta en miniatura]

## Premi Irving G. Thalberg
- Jerry Wald

## Presentadors
- Ethel Barrymore (millor pel·lícula)
- Ann Blyth (millor so)
- Frank Borzage (millor director)
- Ronald Colman (millor actriu)
- Wendell Corey (millor muntatge)
- Jeanne Crain (millors curtmetratges)
- Arlene Dahl (millor direcció artística)
- Glenn Ford (millors efectes especials)
- Ava Gardner (millors documentals)
- Kathryn Grayson (millor música i cancó)
- Edmund Gwenn (millor actriu secundària)
- Jean Hersholt (Oscar Honorífics)
- Celeste Holm (millor actor secundari)
- Louis Jourdan (millor pel·lícula de parla no anglesa)
- Deborah Kerr (millor història i guió adaptat)
- George Murphy (Premis Científics i Tècnics)
- Robert Ryan (millor fotografia)
- Elizabeth Taylor (millor vestuari)
- Loretta Young (millor actor)

### Actuacions
- Harry Babbitt i Gloria Wood: "The Woody Woodpecker Song" de Wet Blanket Policy
- Doris Day: "It's Magic" de Romance on the High Seas
- Gordon MacRae: "For Every Man There's a Woman" de Casbah
- Jane Russell: "Buttons and Bows" de The Paleface
- Jo Stafford: "This Is the Moment" de That Lady in Ermine

## Múltiples nominacions i premis
| Les següents pel·lícules van rebre diverses nominacions: - 12 nominacions: Johnny Belinda - 7 nominacions: Hamlet i Joan of Arc - 6 nominacions: The Snake Pit - 5 nominacions: Mai l'oblidaré i Les sabatilles vermelles - 4 nominacions: The Search i El tresor de Sierra Madre - 3 nominacions: The Naked City - 2 nominacions: The Emperor Waltz, A Foreign Affair, Retrat de Jennie, Riu Vermell, Romance on the High Seas i When My Baby Smiles at Me | Les següents pel·lícules van rebre més d'un premi: - 4 premis: Hamlet - 3 premis: El tresor de Sierra Madre - 2 premis: Joan of Arc, The Naked City i Les sabatilles vermelles |